# Астров, Аркадий Павлович
Аркадий Павлович Астров (фамилия при рождении — Гольдштейн; 4 сентября 1922, Богодухов, Харьковская губерния, Украинская ССР — 23 июня 2004, Рига, Латвия) — известный рижский театральный актёр, режиссёр, мастер художественного чтения, специалист по риторике и ораторскому искусству, педагог, художник и поэт. Автор четырёх сборников стихов. Лауреат двух республиканских конкурсов художественного чтения, лауреат-режиссёр Всесоюзного конкурса народных театров.

## Биография
Родился 4 сентября 1922 года в городе Богодухове Харьковской области Украины в семье врачей. До 1941 года жил с матерью (Мария Борисовна Брайнина) в Харькове. Осенью был эвакуирован в Нижний Тагил, где на танковом заводе № 183 работал токарем, был комсоргом цеха.
Летом 1944 года был принят в театральную студию Нового Театра (ныне — Санкт-Петербургский академический театр имени Ленсовета), с которым осенью 1944 года был реэвакуирован в Ленинград. Окончил студию в 1947 году и по направлению приехал в Ригу на работу в Государственный театр юного зрителя Латвийской ССР. Сентябрь 1947 — август 1971 — ведущий актёр ТЮЗа.
Работая в театре, заочно окончил филологический факультет Латвийского Государственного Университета в 1959 году. Занимался лекционной и концертной деятельностью. Выступал с сольными литературными концертами, читая со сцены поэтов-классиков, современников, играя отрывки ролей из спектаклей.
С 1964 года по 1977 год работал в Доме культуры Латвийского республиканского Совета профсоюзов (здание Малой гильдии). Основатель, режиссёр и педагог Молодёжного поэтического Театра. Создатель литературно-музыкальных постановок, организатор гастролей своего коллектива в Литву, Эстонию, в г. Калининград. Кумир студенческой молодёжи Прибалтики.
С 1975 года — основатель Рижского Театра поэзии. Автор сценариев и режиссёр-постановщик литературно-музыкальных спектаклей. В дальнейшем коллектив известен как Рижский чтецкий дуэт — «Аркадий Астров и его дочь Стелла Астрова». Дуэт концертировал на сценах Латвийской государственной филармонии и Латвийской государственной консерватории (ныне Латвийская музыкальная академия им. Язепа Витолса), в Доме работников искусств Латвии, на всех крупных фабриках и заводах, в школах и техникумах, в пансионатах и санаториях Юрмалы, на морских судах, на открытых эстрадах Риги. С 1991 года — в Рижском концертном зале «Ave Sol», в доме Ассоциации национально-культурных обществ Латвии (АНКОЛ), в Рижском еврейском доме, а также в других крупных залах Латвии.
В 90-е годы преподавал историю искусств и этику в Рижской Пурвциемской гимназии. В конце 90-х и до 2002 года — основатель, режиссёр и педагог Театральной студии при Молодёжном клубе Латвии (МКЛ). В те же годы Астров проводил консультации, групповые и индивидуальные тренинги по риторике и ораторскому искусству. Этой теме посвящены многие его лекции и статьи.
В 1994 году опубликован первый сборник стихов Аркадия Астрова. Свои стихи Астров читал в радиоэфире и на сольных авторских вечерах. Уникальные музыкально-поэтические композиции, созданные им в редком ныне концертном жанре мелодекламации, он исполнял вместе с известными латвийскими музыкантами.

## Признание и награды
- Нагрудный знак «Отличник Нарком-танкпрома», 1943 год
- Юбилейная медаль «50 лет Победы в Великой Отечественной войне 1941—1945 гг.», 1995 год
- Лауреат двух республиканских конкурсов художественного чтения
- Лауреат-режиссёр Всесоюзного конкурса народных театров

## Творчество

### Роли в театре

#### Государственный театр юного зрителя Латвийской ССР
- 1947 — «Молодая гвардия» А. Фадеева — Сергей Левашов
- 1947 — «Слуга двух господ» Карло Гольдони — Флориндо
- 1948 — «Встреча с юностью» А. Н. Арбузова — Максим Голубкин
- 1948 — «Накануне» по роману И. С. Тургенева — пьяный немец и Рендич
- 1948 — «Два капитана» по роману В. Каверина — Гриша Фабер
- 1948 — «Правда хорошо, а счастье лучше» А. Н. Островского — Платон
- 1948 — «Слава» В. Гусева — корреспондент
- 1948 — «Воробьёвы горы» А. Симукова — Виктор
- 1949 — «Вей, ветерок!» Я. Райниса — Дидзис
- 1952 — «Женитьба» Н. В. Гоголя — Подколёсин
- 1952 — «Королевство кривых зеркал» В. Г. Губарева — Нушрок
- 1953 — «Как закалялась сталь» по одноимённому роману Н. А. Островского — Иван Жаркий
- 1953 — «Проделки Скапена» Мольера — Скапен
- 1959 — «Дальняя дорога» А. Н. Арбузова — Антон
- 1960 — «Мёртвые души» Н. В. Гоголя — Чичиков
- 1960 — «Дневник Анны Франк» Ф. Гудрича и А. Хакета — Дуссел
- 1962 — «Крышу для Матуфля» Ив Жамиака — Каролен
- 1965 — «На всякого мудреца довольно простоты» Александра Островского — Мамаев; Городулин
- 1966 — «Варшавский набат» В. Коростылева — Конрад Вольф
- 1967 — «Первый день» Владимира Маяковского — «театральная импровизация»

Астров сыграл также принца Альдебарана в спектакле «Оловянные кольца» по пьесе Тамары Габбе, ведущие роли в спектаклях «Остров сокровищ» по роману Роберта Стивенсона (1957), «Деревья умирают стоя» Алехандро Касоны (1957), «Двадцать лет спустя» Михаила Светлова (1964), «Принц и нищий» по роману Марка Твена (1969), «Чукоккала» по произведениям Корнея Чуковского (1971).

#### Рижский Театр поэзии
Литературно-музыкальные спектакли в 2-х отделениях:
- «В сердцах, исполненных любви» — по сонетам Шекспира
- «У меня в Москве купола горят» — по стихам Марины Цветаевой
- «Великие женщины-поэтессы» — по стихам Марины Цветаевой и Анны Ахматовой
- «Серебряный век» — Марина Цветаева, Анна Ахматова, Николай Гумилёв, Борис Пастернак
- «Персидские мотивы» — цикл стихов Сергея Есенина и рубаи Омара Хайама
- «Маленькие поэмы» — «Медный всадник» и «Граф Нулин» А. С. Пушкина, «Степан Разин» Марины Цветаевой, «Реквием» Анны Ахматовой, «Дума про Опанаса» Эдуарда Багрицкого, «Приданое» Дмитрия Кедрина, «Мастера» Андрея Вознесенского, «Раненый ангел» Майи Борисовой
- «Этюды о Победе» — по стихам и песням о Великой Отечественной войне
- «Поэзия „шестидесятников“» — по стихам Беллы Ахмадулиной, Булата Окуджавы, Бориса Слуцкого, Андрея Вознесенского, Евгения Евтушенко, Роберта Рождественского, Новеллы Матвеевой
- «Поэты мира — в переводах» — Пьер-Жан Беранже, Жак Превер, Роберт Бёрнс, Людвиг Ашкенази, Александр Чак
- «Кинематограф» — по стихам Юрия Левитанского
- «Я сегодня рисую Ригу» — русские поэты Латвии и латышская поэзия в русских переводах

### Литературная деятельность
Изданы четыре сборника стихов Аркадия Астрова:
- 1994 — «Календари»
- 1996 — «Кантата старости»
- 1999 — «Руки»
- 2001 — «Поэзия. Аркадий Астров и Елена Копытова»

## Семья
Женой была Надежда Генриховна Эренбург (27 ноября 1923, город Орёл, РСФСР, СССР — 5 июня 2004, Рига, Латвия), врач по профессии, с которой они познакомились в школьные годы и провели вместе всю жизнь.